# Liste der Kulturdenkmäler in Wirfus
In der Liste der Kulturdenkmäler in Wirfus sind alle Kulturdenkmäler der rheinland-pfälzischen Ortsgemeinde Wirfus aufgeführt. Grundlage ist die Denkmalliste des Landes Rheinland-Pfalz (Stand: 21. September 2023).

## Einzeldenkmäler
| Bezeichnung                       | Lage                                                      | Baujahr                     | Beschreibung                                                                                     | Bild                           |
| --------------------------------- | --------------------------------------------------------- | --------------------------- | ------------------------------------------------------------------------------------------------ | ------------------------------ |
| Brunnen                           | Hauptstraße Lage                                          | Anfang des 19. Jahrhunderts | Brunnen, Anfang des 19. Jahrhunderts                                                             | weitere Bilder Fotos hochladen |
| Grenzsteine                       | Hauptstraße, Ecke Kirchstraße Lage                        | 1689                        | fünf Grenzsteine, einer bezeichnet 1689                                                          | BW                             |
| Wegekreuz                         | Illericher Straße Lage                                    | 18. Jahrhundert             | Wegekreuz, Basalt, 18. Jahrhundert                                                               | weitere Bilder Fotos hochladen |
| Katholische Kirche St. Margaretha | Kirchstraße 8 Lage                                        | 1770                        | spätgotischer Chor, barocker Saalbau, 1770; an der Kirche: Nischenkreuz, Basalt, bezeichnet 1739 | weitere Bilder Fotos hochladen |
| Wegekreuz                         | westlich des Ortes an der K 24 Lage                       | 1675                        | Nischenkreuz, Basalt, bezeichnet 1675                                                            | weitere Bilder Fotos hochladen |
| Grabkreuz                         | südlich des Ortes an der K 25 Lage                        | 1684                        | Grabkreuz, bezeichnet 1684                                                                       | weitere Bilder Fotos hochladen |
| Wegekreuz                         | südlich des Ortes an der K 25 Lage                        | 1907                        | Wegekreuz, bezeichnet 1907                                                                       | weitere Bilder Fotos hochladen |
| Wegekreuz                         | südlich des Ortes an der Kreuzung von K 25 und L 107 Lage | 1777                        | Wegekreuz, Basalt, bezeichnet 1777                                                               | weitere Bilder Fotos hochladen |